# Warrior (televisieserie)
Warrior is een Amerikaanse martial arts-misdaaddramaserie  die op 5 april 2019 in première ging op Cinemax. Het is gebaseerd op een origineel idee door Bruce Lee,  en wordt uitvoerend geproduceerd door zijn dochter, Shannon Lee, en filmregisseur Justin Lin. Jonathan Tropper, ook bekend van de originele Cinemax-serie Banshee, is de showrunner.

## Verhaal
De serie speelt zich af tijdens de Tong-oorlogen rond 1878 in San Francisco en volgt Ah Sahm, een expert in vechtkunst dat vanuit China emigreert op zoek naar zijn zus, om vervolgens te worden verkocht als handhaver aan de Hop Wei een van de machtigste tongs in Chinatown.

## Rolverdeling
| Acteur            | Personage               |
| ----------------- | ----------------------- |
| Andrew Koji       | Ah Sahm                 |
| Olivia Cheng      | Ah Toy                  |
| Jason Tobin       | Young Jun               |
| Dianne Doan       | Mai Ling                |
| Joe Taslim        | Li Yong                 |
| Kieran Bew        | Bill O'Hara             |
| Tom Weston-Jones  | Richard Henry Lee       |
| Hoon Lee          | Wang Chao               |
| Dean Jagger       | Dylan Leary             |
| Christian McKay   | Walter Franklin Buckley |
| Joanna Vanderham  | Penelope Blake          |
| Langley Kirkwoord | Walter Franklin Buckley |
| Chen Tang         | Hong                    |
| Perry Yung        | Father Jun              |